# Chọi gấu

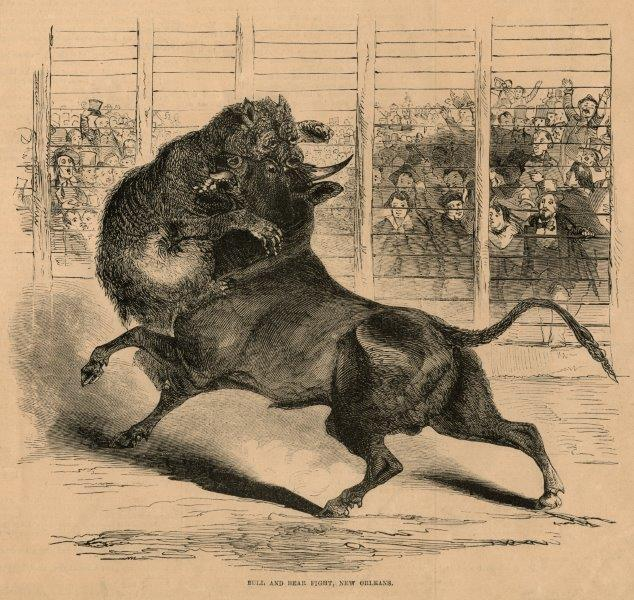
Gấu và bò đấu với nhau tại New Orleans, 1853

Chọi gấu là một môn thể thao đối kháng chết chóc có tính cưỡng ép giữa một bên là con gấu với các đối thủ còn lại. Trò máu me này có thể liên quan đến trò chọi thú, là cuộc chiến giữa gấu với một động vật khác.

## Tại Bắc Mỹ
Gần đây nhất vào năm 2010, trò chọi gấu bất hợp pháp đã được công khai tại Nam Carolina. Tất cả các cuộc thi công cộng như vậy đã bị ngừng vào năm 2013.
Vào thế kỷ 19 và dưới sự cai trị của thực dân Tây Ban Nha, các trận chiến được tổ chức tại California, nơi họ có riêng một con gấu nâu. Trong trường hợp một con gấu chiến thắng, con gấu sẽ sử dụng một chiếc răng để gặm con bò ở vị trí giữa sừng, trên mũi và con gấu tiến hành di chuyển đầu bò để vặn cổ hoặc cắn một phần cơ thể của con bò. Con đực dùng chân để bắt hoặc làm hại con bò đực, cố gắng làm nó nghẹt thở hoặc tóm được lưỡi của con vật này.
Theo người dân Cahuilla, người tuyên bố có thể giao tiếp với gấu, một trong những người đàn ông của họ đã tham gia vào một cuộc chiến tại một pueblo ở Los Angeles. Trong phần đầu của cuộc chiến, con bò đực đã đánh con gấu, trước khi người đàn ông thì thầm với con gấu rằng nó phải tự vệ, nếu không nó sẽ bị giết. Sau đó, con gấu đã chiến đấu trở lại và bẻ gãy cổ con bò.:116
Storer và Trevis (1955) đã đề cập đến giải thích của Albert Evans, người nói rằng ông đã nhìn thấy một sự cố không phổ biến tại Plaza de Toros ở Veracruz, Mexico, vào tháng 1 năm 1870. Một con gấu tên là 'Samson' đã đào một cái lỗ lớn đến nỗi nó có thể nhét một con voi vào đó, trước khi sử dụng những ngón chân lớn để cẩu và ném một con bò vào lỗ, dùng chân đè con vật này cho đến khi nó tắt thở. Sau đó, con gấu dùng một chân để giữ con bò, và chân kia chôn sống nó.